# Marinemobius asahinai
Marinemobius asahinai is een rechtvleugelig insect uit de familie krekels (Gryllidae). De wetenschappelijke naam van deze soort is voor het eerst geldig gepubliceerd in 1979 door Yamasaki.